# 汉斯·凯特
汉斯·凯特（德語：Hans Keiter，1910年3月22日—2005年9月8日），德国男子手球运动员。他曾代表德国参加1936年夏季奥林匹克运动会手球比赛，获得一枚金牌，他在其中两场比赛中有上场。